# Elnes
Elnes (Nederlands: Elne) is een gemeente in het Franse departement Pas-de-Calais (regio Hauts-de-France) en telt 721 inwoners (1999). De plaats maakt deel uit van het arrondissement Sint-Omaars.

## Geografie
De oppervlakte van Elnes bedraagt 6,3 km², de bevolkingsdichtheid is 114,4 inwoners per km².
De onderstaande kaart toont de ligging van Elnes met de belangrijkste infrastructuur en aangrenzende gemeenten.

## Demografie
Onderstaande figuur toont het verloop van het inwonertal (bron: INSEE-tellingen).